# Statistiche del Campionato mondiale Superbike
In questa pagina vengono riportate le statistiche inerenti al campionato mondiale Superbike, suddivise principalmente in due grandi macroaree: statistiche per pilota e nazionalità dei piloti, statistiche per casa motociclistica. Tutte le statistiche vengono compilate tenendo in considerazione i dati solamente quando la stagione agonistica è terminata (pertanto i dati sono elaborati a conclusione della stagione 2024).

## Statistiche piloti e nazioni

### Vincitori di titoli mondiali
Fonte:  Albo d'oro mondiale Superbike, su worldsbk.com, Dorna Sports S.L.
Nella tabella sottostante vengono riportati i piloti che hanno ottenuto titoli iridati nel campionato mondiale Superbike. I piloti che hanno ottenuto più titoli sono: il nordirlandese Jonathan Rea con sei titoli mondiali, il britannico Carl Fogarty con quattro titoli, seguito dall'australiano Troy Bayliss vincitore di tre titoli mondiali.

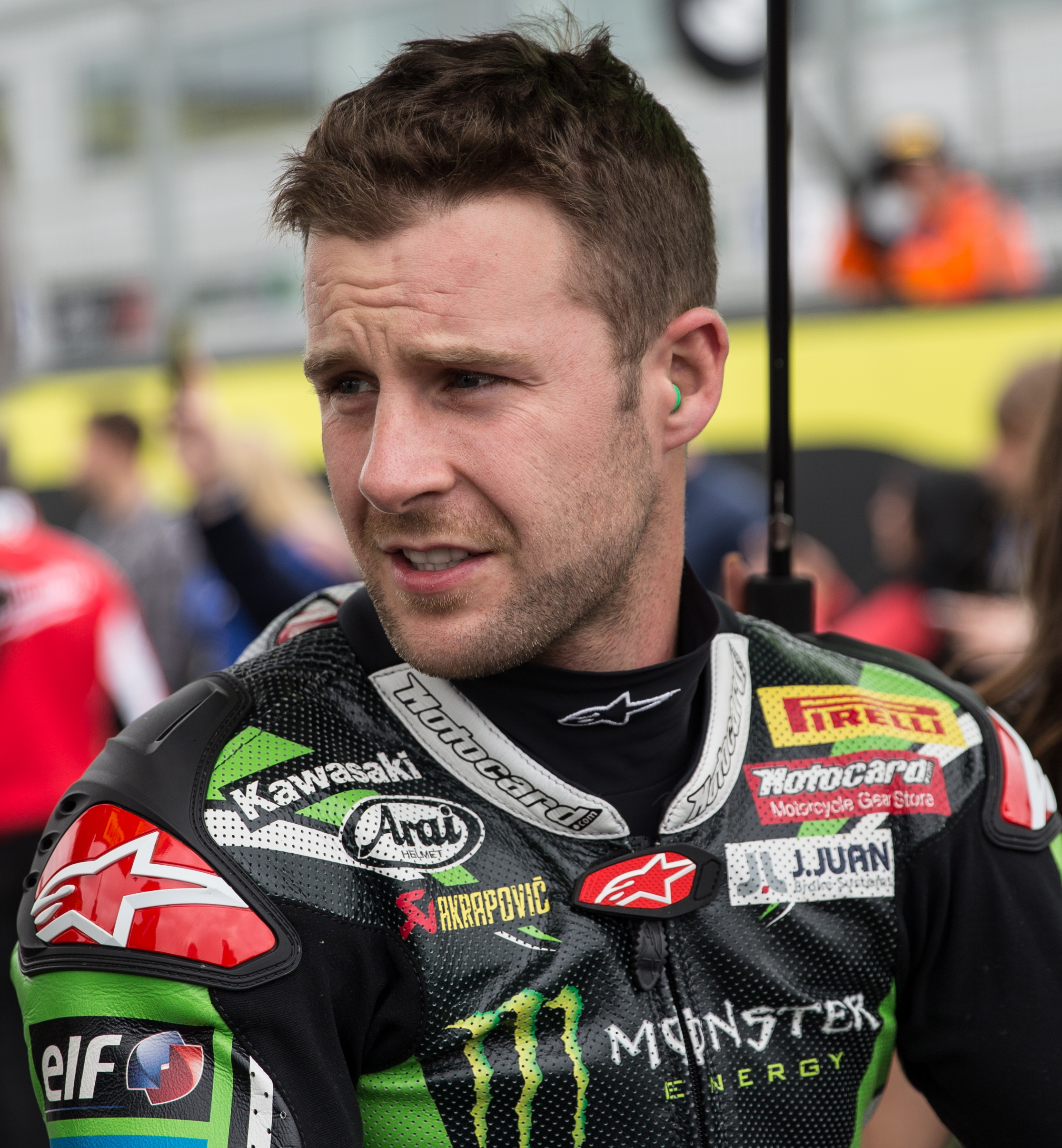
Jonathan Rea detiene il record di titoli in Superbike, oltre ad essere primatista per numero di gare vinte e giri più veloci in gara.

| Pilota              | Nazionalità | Edizioni                           | Totale |
| ------------------- | ----------- | ---------------------------------- | ------ |
| Jonathan Rea        | Regno Unito | 2015, 2016, 2017, 2018, 2019, 2020 | 6      |
| Carl Fogarty        | Regno Unito | 1994, 1995, 1998, 1999             | 4      |
| Troy Bayliss        | Australia   | 2001, 2006, 2008                   | 3      |
| Fred Merkel         | Stati Uniti | 1988, 1989                         | 2      |
| Doug Polen          | Stati Uniti | 1991, 1992                         | 2      |
| Troy Corser         | Australia   | 1996, 2005                         | 2      |
| Colin Edwards       | Stati Uniti | 2000, 2002                         | 2      |
| James Toseland      | Regno Unito | 2004, 2007                         | 2      |
| Max Biaggi          | Italia      | 2010, 2012                         | 2      |
| Álvaro Bautista     | Spagna      | 2022, 2023                         | 2      |
| Toprak Razgatlıoğlu | Turchia     | 2021, 2024                         | 2      |
| Raymond Roche       | Francia     | 1990                               | 1      |
| Scott Russell       | Stati Uniti | 1993                               | 1      |
| John Kocinski       | Stati Uniti | 1997                               | 1      |
| Neil Hodgson        | Regno Unito | 2003                               | 1      |
| Ben Spies           | Stati Uniti | 2009                               | 1      |
| Carlos Checa        | Spagna      | 2011                               | 1      |
| Tom Sykes           | Regno Unito | 2013                               | 1      |
| Sylvain Guintoli    | Francia     | 2014                               | 1      |

### Vincitori di titoli mondiali per nazionalità
In questa sotto-sezione le vittorie dei titoli mondiali ottenute dai piloti vengono classificate in base alla loro nazionalità.
| Nazione     | N. Piloti | Edizioni                                                                           | Totale |
| ----------- | --------- | ---------------------------------------------------------------------------------- | ------ |
| Regno Unito | 6         | 1994, 1995, 1998, 1999, 2003, 2004, 2007, 2013, 2015, 2016, 2017, 2018, 2019, 2020 | 14     |
| Stati Uniti | 6         | 1988, 1989, 1991, 1992, 1993, 1997, 2000, 2002, 2009                               | 9      |
| Australia   | 2         | 1996, 2001, 2005, 2006, 2008                                                       | 5      |
| Spagna      | 2         | 2011, 2022, 2023                                                                   | 3      |
| Italia      | 1         | 2010, 2012                                                                         | 2      |
| Francia     | 2         | 1990, 2014                                                                         | 2      |
| Turchia     | 1         | 2021, 2024                                                                         | 2      |

### Vincitori di gran premi
Nelle tabelle sottostanti vengono riportati i primi quindici piloti che hanno ottenuto più vittorie nei Gran Premi del campionato mondiale Superbike, e le vittorie nei Gran Premi classificate in base alla nazionalità dei piloti. I piloti ad aver ottenuto più vittorie sono Jonathan Rea con 119 successi seguito da Álvaro Bautista con 63 affermazioni e Carl Fogarty con 59 successi. Per quanto concerne lo spagnolo, le vittorie sono state ottenute tutte con motociclette Ducati. Le nazioni più vincenti sono la Gran Bretagna con 307 gare vinte, seguita a pari merito da Stati Uniti d'America e Australia, entrambe a 119 successi.
| Pilota              | Nazionalità | Vittorie |
| ------------------- | ----------- | -------- |
| Jonathan Rea        | Regno Unito | 119      |
| Álvaro Bautista     | Spagna      | 63       |
| Carl Fogarty        | Regno Unito | 59       |
| Toprak Razgatlıoğlu | Turchia     | 57       |
| Troy Bayliss        | Australia   | 52       |
| Noriyuki Haga       | Giappone    | 43       |
| Tom Sykes           | Regno Unito | 34       |
| Troy Corser         | Australia   | 33       |
| Chaz Davies         | Regno Unito | 32       |
| Colin Edwards       | Stati Uniti | 31       |
| Doug Polen          | Stati Uniti | 27       |
| Carlos Checa        | Spagna      | 24       |
| Raymond Roche       | Francia     | 23       |
| Marco Melandri      | Italia      | 22       |
| Max Biaggi          | Italia      | 21       |
| Pierfrancesco Chili | Italia      | 17       |
| Giancarlo Falappa   | Italia      | 16       |
| Neil Hodgson        | Regno Unito | 16       |
| James Toseland      | Regno Unito | 16       |

| Nazione       | N. Piloti | Vittorie |
| ------------- | --------- | -------- |
| Regno Unito   | 15        | 307      |
| Stati Uniti   | 10        | 119      |
| Australia     | 12        | 119      |
| Italia        | 15        | 118      |
| Spagna        | 5         | 100      |
| Giappone      | 10        | 62       |
| Turchia       | 1         | 57       |
| Francia       | 5         | 46       |
| Nuova Zelanda | 2         | 14       |
| Irlanda       | 1         | 13       |
| Belgio        | 1         | 11       |
| Paesi Bassi   | 1         | 6        |
| Germania      | 1         | 2        |
| Austria       | 1         | 1        |
| Brasile       | 1         | 1        |
| Canada        | 1         | 1        |
| Portogallo    | 1         | 1        |

### Posizionamenti a podio
Fonte: (EN) Total Podiums (Riders), su wsb-archives.co.uk. URL consultato l'8 novembre 2016 (archiviato dall'url originale il 25 aprile 2017).
Nelle tabelle sottostanti vengono riportati i primi quindici piloti che hanno ottenuto più posizionamenti a podio nel campionato mondiale Superbike e i posizionamenti a podio totali per nazione. In testa alla classifica dei piloti c'è il britannico Jonathan Rea con 264 piazzamenti a podio, seguito turco Toprak Razgatlıoğlu a quota 142 e dall'australiano Troy Corser a quota 130. In testa alla classifica per nazioni c'è la Gran Bretagna con 893 piazzamenti a podio, seguita dall'Italia con 466 e dall'Australia con 333 piazzamenti a podio.
| Pilota              | Nazionalità   | Podi |
| ------------------- | ------------- | ---- |
| Jonathan Rea        | Regno Unito   | 264  |
| Toprak Razgatlıoğlu | Turchia       | 142  |
| Troy Corser         | Australia     | 130  |
| Noriyuki Haga       | Giappone      | 116  |
| Tom Sykes           | Regno Unito   | 114  |
| Carl Fogarty        | Regno Unito   | 109  |
| Álvaro Bautista     | Spagna        | 107  |
| Chaz Davies         | Regno Unito   | 99   |
| Troy Bayliss        | Australia     | 94   |
| Aaron Slight        | Nuova Zelanda | 87   |
| Colin Edwards       | Stati Uniti   | 75   |
| Marco Melandri      | Italia        | 75   |
| Max Biaggi          | Italia        | 71   |
| Pierfrancesco Chili | Italia        | 61   |
| James Toseland      | Regno Unito   | 61   |
| Raymond Roche       | Francia       | 57   |
| Carlos Checa        | Spagna        | 49   |
| Alex Lowes          | Regno Unito   | 46   |

| Nazione       | N. Piloti | Podi |
| ------------- | --------- | ---- |
| Regno Unito   | 22        | 893  |
| Italia        | 24        | 466  |
| Australia     | 15        | 333  |
| Stati Uniti   | 14        | 264  |
| Spagna        | 13        | 227  |
| Giappone      | 18        | 198  |
| Francia       | 8         | 152  |
| Turchia       | 1         | 142  |
| Nuova Zelanda | 3         | 100  |
| Belgio        | 1         | 45   |
| Irlanda       | 1         | 35   |
| Paesi Bassi   | 1         | 42   |
| Germania      | 2         | 12   |
| Canada        | 6         | 11   |
| Brasile       | 1         | 6    |
| Rep. Ceca     | 1         | 5    |
| Portogallo    | 1         | 5    |
| Austria       | 1         | 4    |
| Svizzera      | 1         | 2    |
| San Marino    | 1         | 1    |

### Qualificazione in superpole
Fonte: (EN) Pole Ranking (PDF), su resources.worldsbk.com, Dorna Sports S.L., 19 ottobre 2024. URL consultato il 1º novembre 2024.
Nelle tabelle sottostanti vengono riportati i primi sedici piloti che hanno ottenuto più qualificazioni in superpole nel campionato mondiale Superbike, e le superpole totali per nazione. Per quanto concerne la graduatoria piloti, il britannico Tom Sykes è il pilota ad essere partito più volte in superpole, a sei lunghezze di distanza si trova Jonathan Rea seguito dall'australiano Troy Corser a 43. Nella graduatoria per nazioni prevale la Gran Bretagna con ben 160 superpole, ottenute da quattordici differenti piloti, seguita dall'Australia a quota 86 e dagli Stati Uniti d'America a quota 67.
| Pilota              | Nazionalità   | Pole |
| ------------------- | ------------- | ---- |
| Tom Sykes           | Regno Unito   | 51   |
| Jonathan Rea        | Regno Unito   | 44   |
| Troy Corser         | Australia     | 43   |
| Troy Bayliss        | Australia     | 26   |
| Carl Fogarty        | Regno Unito   | 21   |
| Doug Polen          | Stati Uniti   | 17   |
| Neil Hodgson        | Regno Unito   | 16   |
| Colin Edwards       | Stati Uniti   | 15   |
| Toprak Razgatlıoğlu | Turchia       | 12   |
| Ben Spies           | Stati Uniti   | 11   |
| Pierfrancesco Chili | Italia        | 10   |
| Carlos Checa        | Spagna        | 10   |
| Álvaro Bautista     | Spagna        | 10   |
| Raymond Roche       | Francia       | 9    |
| Scott Russell       | Stati Uniti   | 8    |
| Aaron Slight        | Nuova Zelanda | 8    |
| Giancarlo Falappa   | Italia        | 8    |

| Nazione       | N. Piloti | Pole |
| ------------- | --------- | ---- |
| Regno Unito   | 14        | 160  |
| Australia     | 11        | 86   |
| Stati Uniti   | 11        | 67   |
| Italia        | 12        | 45   |
| Francia       | 5         | 23   |
| Spagna        | 5         | 23   |
| Turchia       | 1         | 18   |
| Giappone      | 5         | 15   |
| Nuova Zelanda | 2         | 9    |
| Irlanda       | 1         | 4    |
| Belgio        | 1         | 3    |
| Rep. Ceca     | 1         | 3    |
| Germania      | 1         | 2    |
| Messico       | 1         | 1    |
| Paesi Bassi   | 1         | 1    |

### Realizzazione del giro veloce in gara
Nelle tabelle sottostanti vengono riportati i primi quindici piloti che hanno realizzato più giri veloci nel campionato mondiale Superbike, e i giri veloci totali per nazione. Per quanto concerne la graduatoria piloti, il britannico Jonathan Rea è il pilota ad aver fatto segnare più volte il giro più veloce: 104. A quota 59 si trova il giapponese Noriyuki Haga e a 56 si trova lo spagnolo Álvaro Bautista. Nella graduatoria per nazioni prevale la Gran Bretagna con 293 giri veloci, ottenuti da ventuno differenti piloti. Seguono l'Italia a quota 144 e la Spagna a quota 109.
| Pilota              | Nazionalità   | Giri Veloci |
| ------------------- | ------------- | ----------- |
| Jonathan Rea        | Regno Unito   | 104         |
| Noriyuki Haga       | Giappone      | 59          |
| Álvaro Bautista     | Spagna        | 56          |
| Carl Fogarty        | Regno Unito   | 48          |
| Toprak Razgatlıoğlu | Turchia       | 46          |
| Troy Corser         | Australia     | 45          |
| Tom Sykes           | Regno Unito   | 39          |
| Chaz Davies         | Regno Unito   | 37          |
| Troy Bayliss        | Australia     | 35          |
| Carlos Checa        | Spagna        | 31          |
| Pierfrancesco Chili | Italia        | 29          |
| Aaron Slight        | Nuova Zelanda | 26          |
| Raymond Roche       | Francia       | 25          |
| Colin Edwards       | Stati Uniti   | 23          |
| Marco Melandri      | Italia        | 21          |
| Massimiliano Biaggi | Italia        | 18          |
| Doug Polen          | Stati Uniti   | 17          |

| Nazione       | N. Piloti | Giri Veloci |
| ------------- | --------- | ----------- |
| Regno Unito   | 21        | 293         |
| Italia        | 22        | 144         |
| Spagna        | 9         | 109         |
| Australia     | 15        | 108         |
| Giappone      | 12        | 86          |
| Stati Uniti   | 10        | 80          |
| Francia       | 6         | 55          |
| Turchia       | 1         | 33          |
| Nuova Zelanda | 3         | 29          |
| Belgio        | 1         | 9           |
| Paesi Bassi   | 1         | 6           |
| Irlanda       | 1         | 5           |
| Canada        | 2         | 2           |
| Austria       | 1         | 2           |
| Rep. Ceca     | 1         | 2           |
| Germania      | 1         | 2           |
| Brasile       | 1         | 2           |
| Svizzera      | 1         | 1           |

## Statistiche per casa motociclistica
Ogni sezione riporta tutte le case motociclistiche più rappresentative di quella determinata statistica.

### Vincitrici di titoli mondiali
Fonte:  Albo d'oro mondiale Superbike, su worldsbk.com, Dorna Sports S.L.
Nella tabella sottostante vengono riportate tutte case motociclistiche che hanno vinto titoli mondiali sia piloti che costruttori nel Campionato mondiale Superbike. 
| Costruttore | Nazionalità | Titoli Piloti | Titoli Piloti                                                                                  | Titoli Costruttori | Titoli Costruttori | Totale |
| Costruttore | Nazionalità | N.            | Edizioni                                                                                       | N.                 | Edizioni | Totale |
| ----------- | ----------- | ------------- | ---------------------------------------------------------------------------------------------- | ------------------ | --- | ------ |
| Ducati      | Italia      | 16            | 1990, 1991, 1992, 1994, 1995, 1996, 1998, 1999, 2001, 2003, 2004, 2006, 2008, 2011, 2022, 2023 | 20                 | 1991, 1992, 1993, 1994, 1995, 1996, 1998, 1999, 2000, 2001, 2002, 2003, 2004, 2006, 2008, 2009, 2011, 2022, 2023, 2024 | 36     |
| Kawasaki    | Giappone    | 8             | 1993, 2013, 2015, 2016, 2017, 2018, 2019, 2020                                                 | 6                  | 2015, 2016, 2017, 2018, 2019, 2020                                                                                     | 14     |
| Honda       | Giappone    | 6             | 1988, 1989, 1997, 2000, 2002, 2007                                                             | 4                  | 1988, 1989, 1990, 1997                                                                                                 | 10     |
| Aprilia     | Italia      | 3             | 2010, 2012, 2014                                                                               | 4                  | 2010, 2012, 2013, 2014                                                                                                 | 7      |
| Yamaha      | Giappone    | 2             | 2009, 2021                                                                                     | 2                  | 2007, 2021 | 4      |
| Suzuki      | Giappone    | 1             | 2005                                                                                           | 1                  | 2005 | 2      |
| BMW         | Germania    | 1             | 2024                                                                                           | 0                  | | 1      |

### Vincitrici di gran premi, superpole, giri veloci, podi e punti totali
Fonti: (EN) Total Wins (Manufacturers), su wsb-archives.co.uk. URL consultato l'8 novembre 2016 (archiviato dall'url originale il 25 aprile 2017).
(EN) Total Poles (Manufacturers), su wsb-archives.co.uk. URL consultato l'8 novembre 2016 (archiviato dall'url originale il 26 novembre 2016).
Nella tabella sottostante vengono riportate tutte le case motociclistiche che hanno partecipato al Campionato mondiale Superbike suddivise, in base alla colonna, per gran premi vinti, superpole ottenute, giri veloci in gara ottenuti, piazzamenti a podio e punti totali ottenuti.

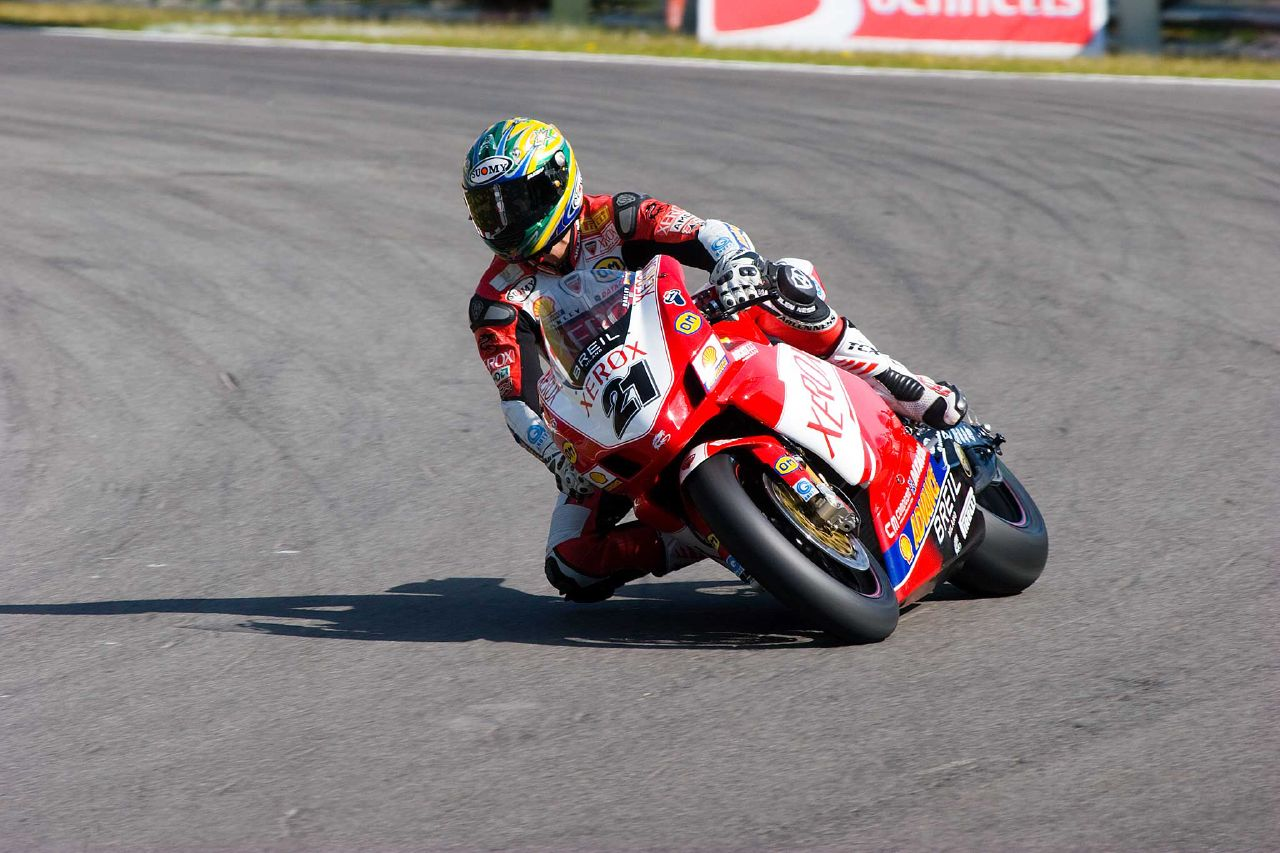
La Ducati 999, qui portata in pista da Troy Bayliss nel 2007, capace di vincere tutte le gare in calendario nella stagione 2003.

| Costruttore | Nazionalità | Vittorie | Pole Position | Giri Veloci | Podi | Punti   |
| ----------- | ----------- | -------- | ------------- | ----------- | ---- | ------- |
| Ducati      | Italia      | 435      | 193           | 446         | 1127 | 17698,5 |
| Kawasaki    | Giappone    | 180      | 109           | 169         | 527  | 12427   |
| Honda       | Giappone    | 119      | 47            | 104         | 398  | 10979   |
| Yamaha      | Giappone    | 116      | 51            | 121         | 433  | 10745,5 |
| Suzuki      | Giappone    | 32       | 19            | 46          | 139  | 5638,5  |
| Aprilia     | Italia      | 52       | 22            | 48          | 174  | 4728,5  |
| BMW         | Germania    | 32       | 12            | 29          | 84   | 3990    |
| MV Agusta   | Italia      |          |               |             |      | 561     |
| Bimota      | Italia      | 11       | 4             | 5           | 22   | 399,5   |
| Petronas    | Malaysia    |          | 2             |             | 2    | 385     |
| Benelli     | Italia      |          |               |             |      | 30      |
| EBR         | Stati Uniti |          |               |             |      | 6       |